# Хаџах (покрајина)
Хаџах (арапски: ‏حجة, енглески: Hajjah) је једна од 20 Јеменских мухафаза. Ова покрајина простире се, на северозападу Јемена уз границу са Саудијском Арабијом.

## Географске карактеристике
Ова покрајина удаљена је 127 северозападно од главног града Сане. Терен и клима су врло различити, уз море у Тихами влада тропска клима у пешчаној равници, а у планинској унутрашњости (2500 m - 3000 m) - континентална, са врућим љетима и хладним зимама.
Мухафаза Хаџах има површину од 8,300 km² и око 1.479.568 становника, густина насељености износи 178 становника по km². Већина становника бави се пољопривредом. Овој мухафази припадају црвеноморска острва; Ду Хураб и Баклан.